# Alois Procházka (fotbalista)
Alois Procházka (22. srpna 1919 Prostějov – 7. listopadu 2013 tamtéž) byl český fotbalista, který nastupoval ve středu pole i v útoku.

## Hráčská kariéra
V nejvyšší soutěži hrál za SK Prostějov, vstřelil tři prvoligové branky.

### Prvoligová bilance
| Ročník          | Zápasy | Góly | Minuty | Klub         |
| --------------- | ------ | ---- | ------ | ------------ |
| I. liga 1942/43 | –      | 2    | –      | SK Prostějov |
| I. liga 1945/46 | –      | 1    | –      | SK Prostějov |
| CELKEM I. LIGA  | –      | 3    | –      |              |